# 柴崎尚美
柴崎 尚美（しばさき なおみ、1987年 - ）は、元NHK和歌山放送局の契約キャスター。

## 人物・経歴
長崎県長崎市出身。長崎県立長崎北高等学校を経て長崎県立大学シーボルト校　国際情報学部情報メディア学科を卒業。
2010年にNHK長崎放送局に契約キャスターとして入局。2014年4月にNHK神戸放送局に異動し、リポーター担当。2017年4月に和歌山局に異動。夕方のニュース番組のキャスターを担当していた。
高校2年時、第26回九州高校放送コンテスト長崎県大会アナウンス部門 優秀賞受賞。
高校3年時、第52回NHK杯全国高校放送コンテスト長崎県大会アナウンス部門 優秀賞受賞し、全国大会で入選。
2009年 第4回NCCふるさとCM大賞　一般の部 佳作受賞。

## 現在の担当番組
- あすのWA! キャスター
- ぐるっと関西おひるまえ

## 過去の担当番組
- 今夜も生でさだまさし 2013年9月29日　NHK長崎放送局在籍時
- ニュースKOBE発 リポーター・ジャズライブKOBE